# Peter King
Peter King é um maquiador britânico. Venceu o Oscar de melhor maquiagem e penteados na edição de 2004 por The Lord of the Rings: The Return of the King, ao lado de Richard Taylor.